# Patissa pulverea
Patissa pulverea là một loài bướm đêm trong họ Crambidae.